# Sara Adler
Pour l’article homonyme, voir Adler.
Ne doit pas être confondu avec Sarah Adler.
Sara Adler, née le 26 mai 1858 à Odessa et morte le 28 avril 1953 à New York, est une actrice russe de théâtre yiddish qui a principalement fait carrière aux États-Unis. Elle est connue comme la « mère » ou la « duchesse » du théâtre yiddish.
Parmi les rôles principaux qu’elle interprète, les plus célèbres sont celui de la prostituée repentie Katusha Maslova dans la pièce de Jacob Gordin inspirée de Résurrection de Tolstoï, et celui de Batsheva dans Les Sans-abri de Gordin. Elle introduit le « réalisme » dans le jeu d’acteur avant que celui-ci ne devienne un mouvement américain.

## Biographie

### Enfance et éducation
Sara Adler naît le 26 mai 1858 à Odessa, sous le nom de Levitskaya (certaines sources indiquent Levitsky ou Levitzky, puis Lewis).
Elle grandit dans une famille juive prospère. Ses parents se nomment Ellye et Pessye Levitzky. Son père est un commerçant fortuné.
À l’âge de huit ans, alors qu’elle fréquente une école russe, elle monte pour la première fois sur scène en interprétant le rôle d’Emilia dans The Robbers. Elle obtient une bourse pour étudier le chant au Conservatoire d'Odessa,.

### Carrière

#### En Europe
Après le Conservatoire, Sara Levitskaya, âgée de 17 ans, est engagée par la troupe Jewish Theater Circle,, dirigée par Maurice Heine, qu’elle épouse peu après pendant une tournée en Russie. Ne maîtrisant pas la langue, elle se produit pendant les entractes s en interprétant des chansons russes à titre de divertissement,,.
Une fois le yiddish appris, elle rejoint la troupe de Moishe Heine-Haimovitch et étudie avec le metteur en scène viennois Gritzkopf. Après l’assassinat d’Alexandre II en 1881, qui entraîne l’interdiction du théâtre yiddish dans l’Empire russe, le couple quitte le pays pour s’installer à Londres,. Avec les difficultés qu'ils rencontrent, elle abandonne presque sa profession mais leur troupe se joint à celle de Jacob Adler, puis s'installe à New York en 1883. Sous le nom de Madame Heine , Sara devient la vedette féminine dans The Orphans.

#### En Amérique
Après son divorce avec Maurice Heine en 1890, Sarah Adler rejoint la troupe Finkel-Feinman-Mogulesko d'Adler en tant qu'actrice principale pour des rôles dramatiques et d'opérette. L'année d'après, elle épouse Adler, lui-même récemment divorcé d'un second mariage de courte durée avec Dinah Shtettin. Ils deviennent les acteurs les plus en vue du théâtre yiddish à New York durant les trente années suivantes, principalement grâce à leur propre théâtre du Bowery, et contribuent à la renaissance du théâtre yiddish sérieux. Selon Harold Clurman, qui épouse leur fille Stella, Sara enseigne à Jacob Adler l’art dramatique et l’aide à prendre confiance en lui sur scène.
Sara Adler joue environ 300 rôles principaux, les plus célèbres sont ceux de Katusha Maslova, une prostituée rachetée, dans la pièce de Jacob Gordin inspirée du roman Résurrection de Tolstoï, et de Batsheva dans The Homeless, également de Gordin,. Elle a introduit le « réalisme » dans le jeu d'acteur avant même que celui-ci ne devienne un mouvement américain.
Elle continue à se produire régulièrement à New York jusqu’en 1928. En 1939, à l’âge de quatre-vingts ans, elle interprète le troisième acte de Résurrection lors d’un hommage qui lui est consacré au New Yorker Theatre, au cours duquel une critique la compare à Eleonora Duse. Leurs enfants, Sella et Luther Adler participent.

### Vie privée et mort
En Russie, elle épouse Maurice Heine (né Haimovitz), le directeur d'une troupe de théâtre yiddish provinciale. De leur union naissent Joseph et Max Heine. En 1890, elle divorce de lui pour s'unir à Jacob Adler l'année d'après. Celui-ci est l'acteur principal tragique de la scène yiddish aux États-Unis.
De son union avec Jacob Adler naissent cinq enfants : Frances (1892), Jay (1896), Julia (1899), Stella (1902) et Luther (1903), qui deviennent tous acteurs. Leur mariage est tumultueux, marqué par de nombreuses infidélités, séparations et réconciliations. À un moment donné, Sara Adler rentre dans un sanatorium après l'une des infidélités de son mari ; plus tard, elle prend un amant et prévoit de créer un théâtre rival avant qu'une crise de tuberculose ne l'oblige à abandonner ces projets et de retourner auprès de son mari. Une fois, lorsque Jacob Adler la quitte pour vivre avec sa maîtresse, Sara Adler et Rudolph Schildkraut forment leur propre compagnie, Sara s'occupant de tout, du jeu d'actrice à la mise en scène, en passant par la conception et la confection des costumes et le polissage des fruits vendus pendant l'entracte.
Sara Adler meurt le 28 avril 1953 à New York.

## Répertoire
- 1866 : The Robbers : Amalia (Friedrich Schiller)[5].
- 1883 : The Orphans leading lady (Shomer)[5].

- 1891 : Siberia (Jacob Gordin)[5].
- The Jewish King Lear : Teitele (Jacob Gordin)[5].
- Mina : Mina (Leon Kobrin)[5].
- Emese Kraft : Fania Zorchis (Jacob Gordin)[5].
- The Homeless : Batsheva (Jacob Gordin)[5].
- The Stranger : la femme (Jacob Gordin)[5].
- Elisha ben Avuya : Beata (Jacob Gordin)[5].
- Broken Hearts : Gittele (Zalmen Libin)[5].
- A Mother’s Tears : la mère (Marcovich)[5].
- A Doll’s House : Nora (Henrik Ibsen)[5].
- Kreutzer Sonata : Yelena (Leo Tolstoy)[5].
- 1939[2] : Resurrection (New Yorker Theatre) : Katusha Maslova, la gitane (Jacob Gordin d'après Leo Tolstoy)[5].